# Radosław Kobierski
Radosław Kobierski (ur. 31 października 1971 w Chorzowie ) – polski poeta, prozaik, krytyk literacki, felietonista, współtwórca grupy poetyckiej Na Dziko .
Absolwent filologii polskiej na Uniwersytecie Śląskim w Katowicach . Pracę magisterską napisał pt. Proza Jana Rybowicza. Laureat konkursów literackich. Debiutował tomem niedogony w 1997 r. Publikował w Akcencie, Czasie Kultury, FA-arcie, Kwartalniku Artystycznym, Kresach, Odrze, Twórczości, Res Publice. Dwukrotnie nominowany do Nagrody Literackiej Gdynia oraz Literackiej Nagrody Europy Środkowej Angelus. Za powieść Ziemia Nod uhonorowany został nagrodą TVP Kultura Gwarancja Kultury za rok 2011. Jego wiersze i prozę tłumaczono m.in. na j. angielski, włoski, niemiecki, chorwacki, węgierski. Mieszka w Chorzowie .

## Poezja
- Niedogony, Studium, (1997)
- Rzeź winiątek, Stowarzyszenie im. K.K. Baczyńskiego, Łódź (1999)
- We dwójkę płyną umarli, Stowarzyszenie im. K.K. Baczyńskiego, Łódź (2002)
- Południe, Zielona Sowa, Kraków (2004)
- Lacrimosa, Zielona Sowa, Kraków (2008)
- Drugie ja, WBPiCAK, Poznań (2011)
- Coming out, WBPiCAK, Poznań (2017)
- Człowiek ma cienkie ściany, Wyd B.Ś, Katowice (2025)

## Proza
- Wiek rębny, Zielona Sowa, Kraków, (2000) ISBN 83-7220-202-8.
- Harar, W.A.B., Warszawa (2005) ISBN 83-7414-031-3[2]
- Ziemia Nod, W.A.B., Warszawa (2010) ISBN 978-83-7414-738-5[3]
- Na wulkanie, Drzazgi, Okoniny (2025) ISBN 978-83-973079-2-6

## Antologie
- Tekstylia. O rocznikach siedemdziesiątych, Kraków (2002)
- Antologia Nowej Poezji Polskiej 1990-1999, red. R. Honet, M. Czyżowski, Zielona Sowa, Kraków (2002)
- Parnas-bis. Słownik Literatury po 1960 r., red. P. Dunin-Wąsowicz, Warszawa (2000)
- Racconti senza dogana, Gremese Editore, Rzym (2003)